# 길안초등학교
길안초등학교(吉安初等學校)는 대한민국 경상북도 안동시 길안면에 위치한 초등학교이다. 폐교된 묵계분교에는 서울메트로 3000호대 초퍼제어 전동차가 원형매각되어 있었으나 2025년 3월 대한민국 산불로 인하여 전소되었다.

## 연혁
- 1926년 5월 1일 길안공립보통학교 개교(설립인가 4월 25일)
- 1934년 4월 1일 부설 송사간이학교 설치(현재 길송분교장)
- 1938년 4월 1일 길안공립심상소학교로 개칭
- 1941년 4월 1일 길안공립국민학교로 개칭
- 1946년 9월 1일 묵계분교장 개설
- 1948년 4월 1일 묵계분교장을 묵계국민학교로 승격·분리
- 1961년 4월 1일 구수분교장 개설
- 1963년 3월 1일 구수분교장을 길안동부국민학교로 승격·분리
- 1973년 3월 1일 : 용계분교장 개설
- 1981년 3월 1일 : 병설유치원 개원(1학급)
- 1985년 3월 1일 : 특수학급 개설(1학급)
- 1990년 3월 1일 : 용계분교장 폐교
- 1994년 9월 1일 : 묵계국민학교를 분교장으로 격하, 본교 편입
- 1995년 3월 1일 : 구수국민학교 본교 및 대곡분교장 본교로 통·폐합
- 1996년 1월 1일 : 길안초등학교로 교명 변경
- 1997년 3월 1일 : 길송초등학교를 분교장으로 격하, 대사·금곡분교장 본교로 편입
- 2000년 3월 1일 : 대사분교장 통·폐합
- 2001년 3월 1일 : 묵계·금곡분교장 통·폐합
- 2014년 9월 1일 : 제24대 송달구 교장 취임